# Зубковы
 Зубково — деревня в Кировской области. Входит в состав муниципального образования «Город Киров»

## География
Расположена на расстоянии менее 3 км по прямой на запад от поселка Лянгасово.

## История
Деревня известна с 1802 года  как деревня Ямновская в 4-м селении с 5 дворами. В 1873 году здесь  (Ямновская 4-я или Зубковы) дворов 6 и жителей 54, в 1905 14 и 89, в 1926 (Зубковы или Ямовская 4-я) 18 и 101, в 1950 15 и 49, в 1989 6 постоянных жителей. Административно подчиняется Октябрьскому району города Киров. Ныне имеет дачный характер.

## Население
Постоянное население не было учтено как в 2002 году, так и в 2010.